# Czumakowskie powstanie chłopskie 1931
Czumakowskie powstanie chłopskie 1931 (ros. Чумаковское крестьянское восстание 1931 г.) – antysowieckie wystąpienie zbrojne w Zachodniej Syberii 1931 r.
Powstanie wybuchło na początku lipca 1931 r. na terenie ubinskiego i północnego rejonów obwodu nowosybirskiego. Było odpowiedzią na nasilające się aresztowania przez OGPU przedstawicieli miejscowej ludności. Chłopi występowali pod hasłem: Precz z komunistami i kołchozami, niech żyje wolny handel, sprzeciwiając się forsowanej bezwzględnie przez władze stalinowskie kolektywizacji. Powstańcom w ciągu kilku dni udało się zająć 24 wsie, osady i chutory, likwidując sielsowiety. Zginęło kilkunastu działaczy komunistycznych i milicjantów. Zaczęto tworzyć powstańcze oddziały zbrojne. Brakowało zdecydowanie uzbrojenia strzeleckiego (początkowo powstańcy dysponowali ok. 30 karabinami ręcznymi i kilkudziesięcioma egzemplarzami samopałów własnej produkcji). Większość z nich uzbrojona była w widły i piki. Główny ośrodek powstania mieścił się we wsi Kreszczenskoje, dlatego w niektórych źródłach występuje ono pod nazwą powstania kreszczenskiego. Przywódcami powstańców stali się mieszkańcy okolicznych wsi: G.I. Gamzuliew, Uskow, Kokorin i N.M. Ostanin. 16 lipca w rejonie wsi Kreszczenskoje doszło do starcia zbrojnego 50-60-osobowego oddziału powstańczego z oddziałem aktywistów partyjnych Wszechzwiązkowej Partii Komunistycznej (bolszewików) (WKP(b)). Komuniści stracili 3 zabitych i wycofali się do wsi Nowodubrowka. Tam 17 lipca zostali ponownie zaatakowani przez powstańców. Wskutek silnego oporu tym razem chłopi musieli się wycofać. Tymczasem z Czumakowa, Kargatu, Barabinska i Kainska zostały zebrane oddziały partyjne. Dołączył do nich 35-osobowy pluton konny 9 Pułku OGPU pod dowództwem G.S. Syrojeżkina, przysłany z Nowosybirska.  Połączone siły skierowały się na powstańcze wsi. W rejonie uroczyska Cziornyj Mys doszło do bitwy, która zakończyła się klęską powstańców. Stracili oni 45 zabitych i rannych, 15 dostało się do niewoli. Pozostali rozbiegli się po okolicznych wsiach. Do 1 sierpnia trwało wyłapywanie i aresztowanie powstańców. Ogółem zostało aresztowanych do 400 chłopów, z których ponad 150 szybko uwolniono. Osądzono 225 osób. W październiku 1931 r. trójka OGPU postanowiła rozstrzelać 30 powstańców. Większość pozostałych otrzymała kary od 10 do 3 lat łagrów. Kolejne procesy miały miejsce w 1937 r., kiedy skazano na śmierć 25 kolejnych uczestników powstania.